# داتورة مبقعة
الداتورة المبقعة نوع نباتي يتبع جنس الداتورة من الفصيلة الباذنجانية.